# Rallye des 1000 lacs 1973
Le Rallye des 1000 lacs 1973 (23 Jyväskylän Suurajot), disputé du 3 au 5 août 1973, est la huitième manche du championnat du monde des rallyes 1973 (WRC), inauguré cette même année.

## Contexte avant la course

### Le championnat du monde
1973 est la première année du Championnat Mondial des Rallyes pour Marques, qui a succédé au 'Championnat d'Europe des Rallyes pour Marques', disputé de 1968 à 1972. Constitué de treize épreuves internationales, il est réservé aux voitures des catégories suivantes :
- Groupe 1 : voitures de tourisme de série
- Groupe 2 : voitures de tourisme spéciales
- Groupe 3 : voitures de grand tourisme de série
- Groupe 4 : voitures de grand tourisme spéciales

Cette première édition du championnat se dispute entre les constructeurs Alpine-Renault et Fiat, qui ont prévu de participer à la majorité des épreuves. Avec quatre victoires (Monte-Carlo, Portugal, Maroc et Acropole), Alpine domine le classement, son adversaire n'ayant remporté qu'une manche en Pologne.

### L'épreuve

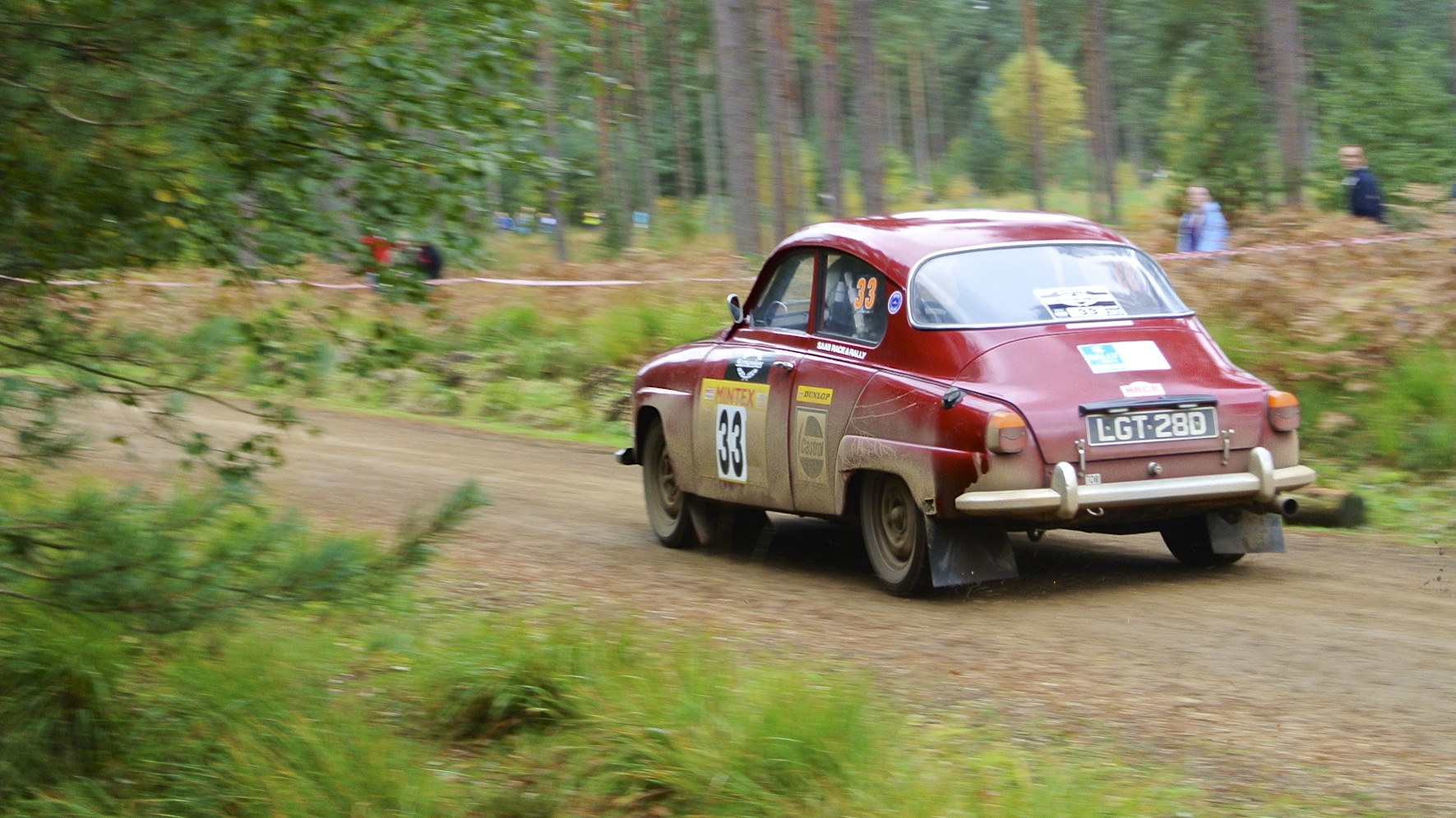
La Saab 96, cinq fois victorieuse de l'épreuve entre 1960 et 1972.

Créé en 1951 sous le nom de « Jyväkylän Suurajot », le rallye des 1000 lacs est un sprint disputé sur les chemins forestiers finlandais. Les routes larges et le faible nombre de virages serrés autorisent des vitesses moyennes très élevées. Les nombreuses bosses, abordées à haute vitesse, sont une des caractéristiques de l'épreuve, les voitures décollant des quatre roues. Gagner aux 1000 lacs nécessite une parfaite connaissance du terrain et la victoire revient la plupart du temps aux pilotes locaux, qui se sont imposés dix-neuf fois en vingt-deux éditions. Vainqueur en 1971 au volant d'une Saab, le Suédois Stig Blomqvist est l'un des rares pilotes capables de battre les Finlandais sur leur terrain.

## Le parcours
- départ : 3 août 1973 de Jyväskylä
- arrivée : 5 août 1973 à Jyväskylä

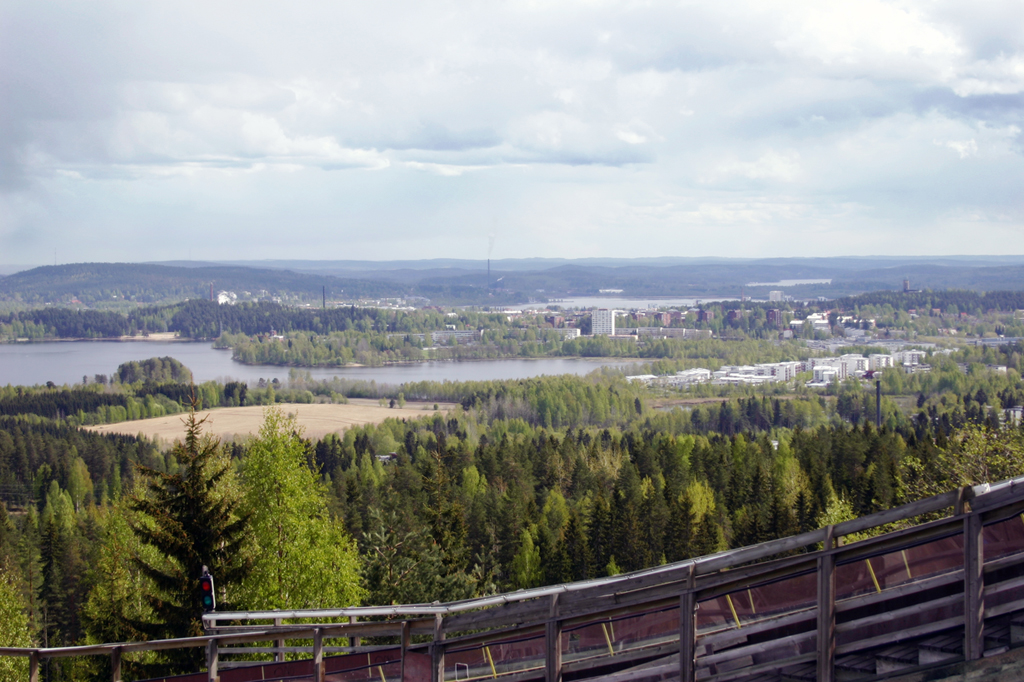
Le départ et l'arrivée de chaque étape ont lieu à Jyväskylä.

- distance : 1 500 km dont 517,4 km sur 43 épreuves spéciales
- surface : terre
- Parcours divisé en deux étapes[3]

### Première étape
- Jyväskylä - Jyväskylä, 600 km, du 3 au 4 août
- 20 épreuves spéciales, 231,6 km

### Deuxième étape
- Jyväskylä - Jyväskylä, 900 km, du 4 au 5 août
- 23 épreuves spéciales, 285,8 km

## Les forces en présence
- Fiat

Le constructeur italien a engagé un spider 124 rallye groupe 4 (1750 cm3, 168 ch, 960 kg) pour l'équipage Achim Warmbold - Jean Todt, récent vainqueur en Pologne. Malgré l'inexpérience de Warmbold en Finlande, Fiat espère profiter de l'absence d'Alpine pour réduire son retard au championnat du monde.
- Ford

La défaite au Safari a sérieusement affecté le département rallye de Ford, quelque peu mis en veille. Le constructeur a néanmoins engagé une Escort RS groupe 2 (2000 cm3, près de 240 ch, environ 800 kg pour le Finlandais Timo Mäkinen, triple vainqueur de l'épreuve en 1965, 1966 et 1967 et qui figure toujours parmi les favoris.
- Porsche

Le programme rallye du constructeur allemand ne comportait qu'une participation au Safari. Néanmoins, grâce à l'importateur local, une Carrera RS a été engagée pour l'éclectique pilote finlandais Leo Kinnunen (il s'agit de la voiture pilotée par Björn Waldegård au Kenya). Techniquement très proche du modèle de série, la Carrera est équipée d'un six cylindres de 2 700 cm3, développant 210 ch.
- Saab

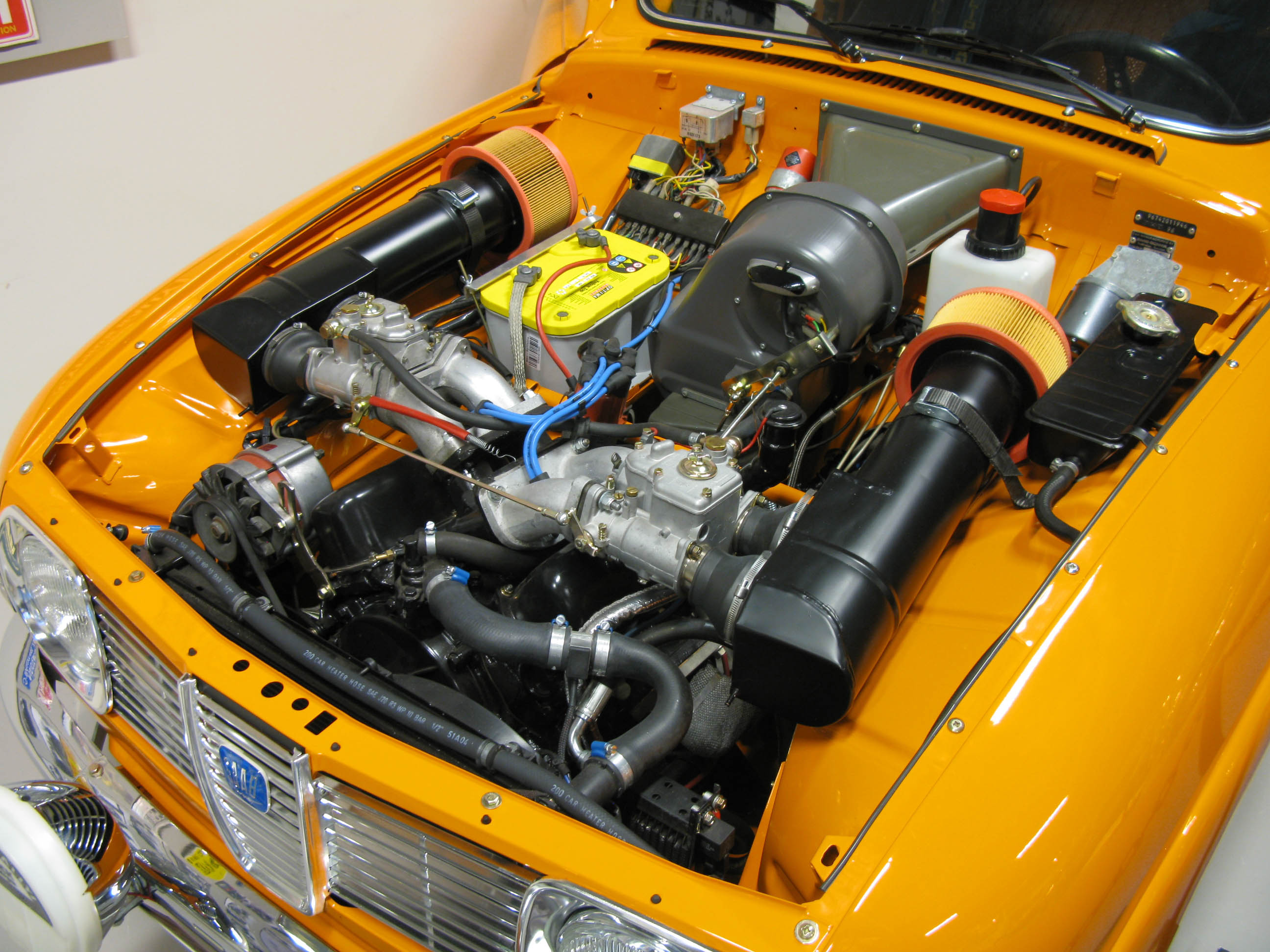
Les Saab 96 groupe 2 sont particulièrement adaptées aux pistes finlandaises. Elles disposent d'un moteur Ford V4 de 145 chevaux.

Le constructeur suédois ne consacre pas un budget très important au rallye, et limite ses participations à quatre épreuves par an : Suède, 1000 lacs, Autriche et RAC. Victorieux à six reprises en Finlande, Saab engage cette année trois 96 V4 groupe 2 (moteur Ford 1850 cm3, 145 ch, 975 kg) pour Simo Lampinen (vainqueur l'année précédente sur cette voiture), Stig Blomqvist (vainqueur en 1971) et Per Eklund. De nombreuses Saab 96 privées participent également à la course, dont celle du Finlandais Tapio Rainio.
- Volvo

Volvo-Finlande a engagé deux modèles 142 groupe 2 pour les Finlandais Hannu Mikkola (triple vainqueur de l'épreuve en 1968, 1969 et 1970) et Markku Alén, âgé de 22 ans, qui s'est récemment illustré dans les épreuves nordiques.
- Datsun

Le constructeur japonais a engagé un coupé 240Z groupe 4 (1200 kg, 2400 cm3, 230 ch) pour Shekhar Mehta, récent vainqueur du Safari.
- Opel

Les robustes voitures allemandes sont très prisées par les pilotes nordiques : avec vingt-et-une Ascona, deux Kadett et une Commodore, Opel est le constructeur le plus représenté sur cette épreuve. Parmi les meilleurs pilotes de la marque, Pentti Airikkala dispose d'une Kadett Rallye groupe 2, Antti Ojanen d'une Ascona groupe 2 et le Suédois Lars Carlsson d'une Commodore groupe 2.
- BMW

Tout comme au Portugal, le Suédois Leif Asterhag dispose d'une BMW 2002 groupe 2 (2000 cm3, 185 ch, 950 kg).
- Simca

Chrysler International a engagé trois Simca 1000 Rallye 2 pour assurer la promotion de ce modèle. Deux ont été préparées par Chrysler Finlande et confiées au vétéran Pauli Toivonen et au Français Guy Chasseuil. La troisième, préparée par la section belge du Simca Racing Team, est pilotée par Jean-Marie Jacquemin.

## Déroulement de la course

### Première étape
Les 120 équipages prennent le départ de Jyväskylä le vendredi 3 août, à partir de 18 heures, sous une pluie battante. Les premières épreuves spéciales, assez courtes, ne génèrent pas d'écarts significatifs. Leo Kinnunen (Porsche) prend momentanément la tête de la course, mais se fait rapidement déborder par la Saab de Stig Blomqvist. Le Suédois imprime un rythme très rapide à la course, que seuls Timo Mäkinen (Ford Escort) et l'étonnant Markku Alén (Volvo) parviennent à suivre. Parmi les favoris, le triple vainqueur Hannu Mikkola est rapidement écarté de la course en tête, sa Volvo ayant des problèmes de moteur et de freins. Vers minuit, la pluie cesse et fait place au brouillard. Chez Porsche, on n'a pas jugé utile de remplacer les vitres teintées utilisées au safari et, dans ces conditions, Kinnunen va perdre un temps considérable, concédant cinq minutes aux équipages de tête au cours de la nuit. La visibilité revient avec l'aube, et Kinnunen va alors retrouver le rythme des meilleurs, mais il a perdu toute chance de victoire. À la fin de l'étape, Blomqvist est toujours en tête, avec une vingtaine de secondes d'avance sur Mäkinen et Alen. Simo Lampinen (Saab), longtemps quatrième, a effectué une sortie de route à la réception d'une bosse dans la dix-neuvième épreuve spéciale, perdant plus de trois minutes. La Saab de Vilkas, qui vient d'abandonner, va lui procurer quelques pièces de rechange et lui permettre de continuer sa course. Malgré ses ennuis de moteur, Mikkola termine l'étape en quatrième position, mais à plus de deux minutes et demie de la Saab de tête. Au terme de cette première journée, quarante équipages ont dû abandonner.
| Pos. | Pilote         | Copilote        | Voiture            | Temps           | Écart        | Groupe |
| ---- | -------------- | --------------- | ------------------ | --------------- | ------------ | ------ |
| 1    | Stig Blomqvist | Arne Hertz      | Saab 96 V4         | 2 h 12 min 50 s |              | 2      |
| 2    | Timo Mäkinen   | Henry Liddon    | Ford Escort RS1600 | 2 h 13 min 07 s | + 17 s       | 2      |
| 3    | Markku Alén    | Juhani Toivonen | Volvo 142          | 2 h 13 min 12 s | + 22 s       | 2      |
| 4    | Hannu Mikkola  | Erkki Rautanen  | Volvo 142          | 2 h 15 min 21 s | + 2 min 31 s | 2      |
| 5    | Per Eklund     | Björn Cederberg | Saab 96 V4         | 2 h 17 min 15 s | + 4 min 25 s | 2      |
| 6    | Simo Lampinen  | John Davenport  | Saab 96 V4         | 2 h 17 min 28 s | + 4 min 38 s | 2      |
| 7    | Leo Kinnunen   | Atso Aho        | Porsche Carrera RS | 2 h 18 min 02 s | + 5 min 12 s | 4      |

### Deuxième étape
Les 80 équipages restant en course prennent le départ de la seconde étape sous la pluie. Ces conditions conviennent bien à la Saab de Stig Blomqvist, qui augmente progressivement son avance sur la Ford Escort de Timo Mäkinen. Markku Alén maintient sa Volvo en troisième position, mais cède du terrain sur les deux hommes de tête. Après la longue spéciale de Riistakoski, remportée par Leo Kinnunen qui effectue une spectaculaire remontée au volant de sa Porsche, Blomqvist compte une minute d'avance sur Mäkinen et deux sur Alen. Dès lors, il se contente de gérer cet écart et s'achemine vers une seconde victoire en Finlande, mais dans le trente-cinquième secteur chronométré le vilebrequin de la Saab de tête cède, mettant un terme à la démonstration du pilote suédois. Mäkinen prend la tête ; avec deux minutes et demie d'avance sur Alen, il a course gagnée et ne prend plus aucun risque. C'est Kinnunen qui se montre le plus rapide sur la fin de l'épreuve, remportant les dix dernières épreuves spéciales pour s'emparer de la troisième place au détriment de Simo Lampinen (Saab). Mäkinen remporte sa quatrième victoire en Finlande, devant Alen (la révélation du rallye), Kinnunen et Lampinen. Dans la dernière spéciale du jour, Hannu Mikkola, alors cinquième, effectue une réception brutale après avoir décollé sur une des nombreuses bosses. Le choc est si violent que son copilote, Erkki Rautanen, se casse une vertèbre. Il est transporté d'urgence à l'hôpital. Mikkola termine l'épreuve seul, mais est déclaré hors-course. Une fois encore, les pilotes nordiques ont totalement dominé le rallye : les sept premières places sont détenues par sept pilotes finlandais. Huitième à l'occasion de sa première participation aux 1000 lacs, Achim Warmbold (Fiat) est le premier étranger classé, à l'issue d'une course très régulière.

### Classements intermédiaires
Classements intermédiaires des pilotes après chaque épreuve spéciale.

### Classement général

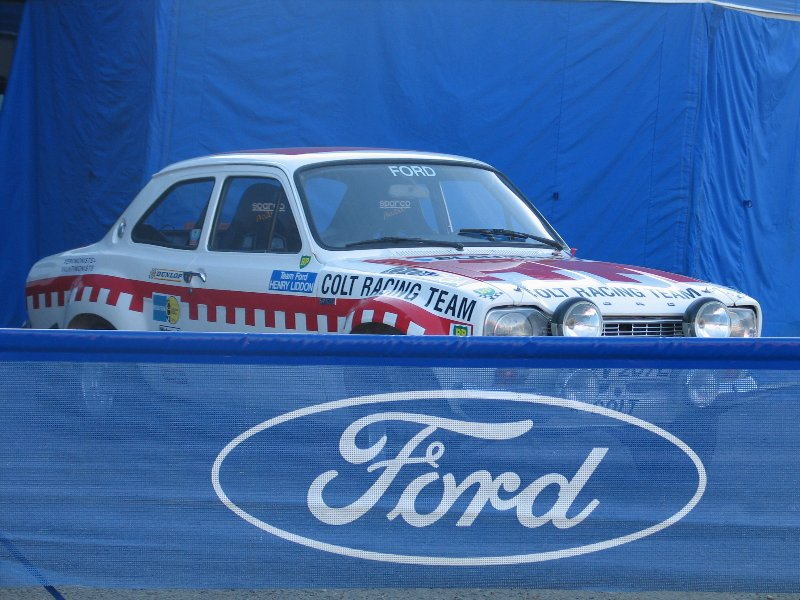
Première victoire en championnat cette saison pour la Ford Escort RS groupe 2 de Timo Mäkinen (ici lors d'une manifestation historique).

| Pos | No  | Pilote          | Copilote        | Voiture              | Temps           | Écart         | Groupe |
| --- | --- | --------------- | --------------- | -------------------- | --------------- | ------------- | ------ |
| 1   | 4   | Timo Mäkinen    | Henry Liddon    | Ford Escort RS1600   | 4 h 53 min 50 s |               | 2      |
| 2   | 29  | Markku Alén     | Juhani Toivonen | Volvo 142            | 4 h 55 min 59 s | + 2 min 09 s  | 2      |
| 3   | 3   | Leo Kinnunen    | Atso Aho        | Porsche Carrera RS   | 4 h 57 min 12 s | + 3 min 22 s  | 4      |
| 4   | 1   | Simo Lampinen   | John Davenport  | Saab 96 V4           | 4 h 59 min 28 s | + 5 min 38 s  | 2      |
| 5   | 30  | Antti Ojanen    | Heikki Miikki   | Opel Ascona          | 5 h 03 min 30 s | + 9 min 40 s  | 2      |
| 6   | 38  | Ulf Grönholm    | Henry Laine     | Opel Ascona          | 5 h 04 min 03 s | + 10 min 13 s | 2      |
| 7   | 26  | Tapio Rainio    | Erkki Nyman     | Saab 96 V4           | 5 h 05 min 43 s | + 11 min 53 s | 2      |
| 8   | 122 | Achim Warmbold  | Jean Todt       | Fiat 124 Rallye 1800 | 5 h 09 min 43 s | + 15 min 53 s | 4      |
| 9   | 39  | Pertti Lehtonen | Ilkka Kivimäki  | Saab 96 V4           | 5 h 11 min 26 s | + 17 min 36 s | 2      |
| 10  | 12  | Hannu Palin     | Jyrki Ahava     | Opel Ascona          | 5 h 11 min 36 s | + 17 min 46 s | 2      |

### Hommes de tête
- ES1 :  Leo Kinnunen -  Atso Aho (Porsche Carrera RS)
- ES2 :  Leo Kinnunen -  Atso Aho (Porsche Carrera RS) et  Stig Blomqvist -  Arne Hertz (Saab 96 V4)
- ES3 :  Stig Blomqvist -  Arne Hertz (Saab 96 V4) et  Markku Alén -  Juhani Toivonen (Volvo 142)
- ES4 à ES34 :   Stig Blomqvist -  Arne Hertz (Saab 96 V4)
- ES35 à ES43 :  Timo Mäkinen -  Henry Liddon (Ford Escort RS1600)

### Vainqueurs d'épreuves spéciales
- Leo Kinnunen -  Atso Aho (Porsche Carrera RS) : 20 spéciales (ES 1, 5, 18 à 20, 25 à 29, 34 à 43)
- Stig Blomqvist -  Arne Hertz (Saab 96 V4) : 11 spéciales (ES 4, 7 à 10, 12, 22 à 24, 31 à 32)
- Markku Alén -  Juhani Toivonen (Volvo 142) : 5 spéciales (ES 2, 12 à 14, 16)
- Timo Mäkinen -  Henry Liddon (Ford Escort RS1600) : 5 spéciales (ES 11, 19, 21 à 22, 33)
- Per Eklund -  Björn Cederberg (Saab 96 V4) : 3 spéciales (ES 2 à 3, 6)
- Leif Asterhag -  Claes Billstam (BMW 2002) : 2 spéciales (ES 17, 19)
- Tapio Rainio -  Erkki Nyman (Saab 96 V4) : 1 spéciale (ES 15)
- Simo Lampinen -  John Davenport (Saab 96 V4) : 1 spéciale (ES 30)

## Résultats des principaux engagés
| No  | Pilote               | Copilote               | Voiture              | Groupe | Class. général                        | Class. groupe |
| --- | -------------------- | ---------------------- | -------------------- | ------ | ------------------------------------- | ------------- |
| 1   | Simo Lampinen        | John Davenport         | Saab 96 V4           | 2      | 4e à 5 min 38 s                       | 3e            |
| 2   | Stig Blomqvist       | Arne Hertz             | Saab 96 V4           | 2      | ab. dans ES35 (vilebrequin)           | -             |
| 3   | Leo Kinnunen         | Atso Aho               | Porsche Carrera RS   | 4      | 3e à 3 min 22 s                       | 1er           |
| 4   | Timo Mäkinen         | Henry Liddon           | Ford Escort RS1600   | 2      | 1er                                   | 1er           |
| 5   | Hannu Mikkola        | Erkki Rautanen         | Volvo 142            | 2      | ab. après ES43 (copilote hospitalisé) | -             |
| 6   | Shekhar Mehta        | Ensio Mikander         | Datsun 240Z          | 4      | ab. dans ES33 (pompe à huile)         | -             |
| 7   | Brian Culcheth       | Johnstone Syer         | Morris Marina        | 2      | 16e à 29 min 59 s                     | 12e           |
| 8   | Per Eklund           | Björn Cederberg        | Saab 96 V4           | 2      | ab. dans ES43 (arbre de transmission) | -             |
| 9   | Pauli Toivonen       | Martti Tiukkanen       | Simca 1000 Rallye 2  | 2      | ab. dans ES10 (moteur)                | -             |
| 10  | Guy Chasseuil        | Christian Baron        | Simca 1000 Rallye 2  | 1      | ab. dans ES30 (moteur)                | -             |
| 11  | Jean-Marie Jacquemin | Dorothée Jacquemin     | Simca 1000 Rallye 2  | 1      | ab. dans ES11 (moteur)                | -             |
| 12  | Hannu Palin          | Jyrki Ahava            | Opel Ascona          | 2      | 10e à 17 min 46 s                     | 8e            |
| 13  | Pekka Virtanen       | Jussi Eskola           | Volvo 142            | 2      | ab. dans ES14                         | -             |
| 22  | Pentti Airikkala     | Heikki Haaksiala       | Opel Kadett Rallye   | 2      | ab. dans ES23 (arbre de transmission) | -             |
| 26  | Tapio Rainio         | Erkki Nyman            | Saab 96 V4           | 2      | 7e à 11 min 53 s                      | 6e            |
| 29  | Markku Alén          | Juhani Toivonen        | Volvo 142            | 2      | 2e à 1 h 5 min 38 s                   | 2e            |
| 30  | Antti Ojanen         | Heikki Miikki          | Opel Ascona          | 2      | 5e à 9 min 40 s                       | 4e            |
| 33  | Leif Asterhag        | Claes Billstam         | BMW 2002 Tii         | 2      | ab. dans ES34 (transmission)          | -             |
| 35  | Lars Carlsson        | Thomas Fischer-Halbing | Opel Commodore GS/E  | 2      | ab. dans ES36                         | -             |
| 38  | Ulf Grönholm         | Henry Laine            | Opel Ascona          | 2      | 6e à 10 min 13 s                      | 5e            |
| 39  | Pertti Lehtonen      | Ilkka Kivimäki         | Saab 96 V4           | 2      | 9e à 17 min 36 s                      | 7e            |
| 122 | Achim Warmbold       | Jean Todt              | Fiat 124 Rallye 1800 | 4      | 8e à 15 min 53 s                      | 2e            |

## Classement du championnat à l'issue de la course
- attribution des points : 20, 15, 12, 10, 8, 6, 4, 3, 2, 1 respectivement aux dix premières marques de chaque épreuve (sans cumul, seule la voiture la mieux classée de chaque constructeur marque des points)
- seuls les huit meilleurs résultats (sur treize épreuves) sont retenus pour le décompte final des points[9].

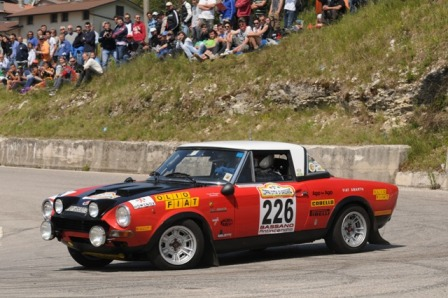
Malgré l'absence d'Alpine en Finlande, Fiat n'a réduit que de trois points l'écart avec son adversaire

| Pos. | Marque         | Points | M-C | SUE | POR | SAF | MAR | ACR | POL | FIN | AUT | SAN | PRE | RAC | COR |
| ---- | -------------- | ------ | --- | --- | --- | --- | --- | --- | --- | --- | --- | --- | --- | --- | --- |
| 1    | Alpine-Renault | 92     | 20  | 12  | 20  | -   | 20  | 20  | -   | -   |     |     |     |     |     |
| 2    | Fiat           | 69     | 4   | 8   | 10  | 3   | 6   | 15  | 20  | 3   |     |     |     |     |     |
| 3    | Ford           | 36     | 10  | -   | 2   | -   | -   | 4   | -   | 20  |     |     |     |     |     |
| 4    | Citroën        | 33     | -   | -   | 12  | -   | 15  | 6   | -   | -   |     |     |     |     |     |
| 5    | Saab           | 30     | -   | 20  | -   | -   | -   | -   | -   | 10  |     |     |     |     |     |
| 6    | Datsun         | 22     | 2   | -   | -   | 20  | -   | -   | -   | -   |     |     |     |     |     |
| 7    | Porsche        | 20     | -   | -   | 8   | -   | -   | -   | -   | 12  |     |     |     |     |     |
| 8    | Volvo          | 19     | -   | 2   | -   | -   | 2   | -   | -   | 15  |     |     |     |     |     |
| 9    | Wartburg       | 15     | -   | -   | -   | -   | -   | -   | 15  | -   |     |     |     |     |     |
| 10   | Volkswagen     | 14     | -   | 6   | -   | -   | -   | 8   | -   | -   |     |     |     |     |     |
| 11   | Peugeot        | 13     | -   | -   | -   | 12  | 1   | -   | -   | -   |     |     |     |     |     |
| 11=  | Lancia         | 13     | 3   | 10  | -   | -   | -   | -   | -   | -   |     |     |     |     |     |
| 11=  | Opel           | 13     | -   | 1   | 4   | -   | -   | -   | -   | 8   |     |     |     |     |     |
| 14   | Polski Fiat    | 12     | -   | -   | -   | -   | -   | -   | 12  | -   |     |     |     |     |     |
| 15   | BMW            | 4      | -   | 4   | -   | -   | -   | -   | -   | -   |     |     |     |     |     |
| 15=  | Mitsubishi     | 4      | -   | -   | -   | 4   | -   | -   | -   | -   |     |     |     |     |     |
| 17   | Škoda          | 3      | -   | 3   | -   | -   | -   | -   | -   | -   |     |     |     |     |     |
| 18   | Toyota         | 2      | -   | -   | -   | -   | -   | 2   | -   | -   |     |     |     |     |     |
| 19   | Audi           | 1      | -   | -   | -   | -   | -   | 1   | -   | -   |     |     |     |     |     |